# Ekonomisk politik
Statens ekonomi omfattar systemen för att fastställa skattenivåer, statsbudgetar, penningmängd och räntor samt arbetsmarknaden, nationellt ägande och många andra områden av statliga ingripanden i ekonomin.
De flesta faktorer inom ekonomisk politik kan delas in i antingen finanspolitik, som handlar om regeringens åtgärder avseende beskattning och utgifter, eller penningpolitik, som handlar om centralbankens åtgärder avseende penningmängd och räntor.
Sådan politik påverkas ofta av internationella institutioner som Internationella valutafonden eller Världsbanken, såväl som av politiska övertygelser och den därav följande politiken hos partier.

## Typer av ekonomisk politik
Nästan varje aspekt av regeringen har en viktig ekonomisk komponent. Några exempel på de typer av ekonomisk politik som finns inkluderar:
- Makroekonomisk stabiliseringspolitik, som försöker hålla penningmängden växande i en takt som inte leder till överdriven inflation, och försöker jämna ut konjunkturcykeln.
- Handelspolitik, som avser tullar, handelsavtal och de internationella institutioner som styr dem.
- Politik utformad för att skapa ekonomisk tillväxt
  - Politik relaterad till utvecklingsekonomi
- Politik som rör omfördelning av inkomst, egendom och/eller förmögenhet
- Samt: regleringspolitik, konkurrenspolitik, industripolitik och teknikbaserad ekonomisk utvecklingspolitik

## Makroekonomisk stabiliseringspolitik
Stabiliseringspolitiken syftar till att stimulera en ekonomi ur recession eller begränsa penningmängden för att förhindra överdriven inflation.
- Finanspolitik, ofta kopplad till keynesiansk ekonomi, använder statliga utgifter och skatter för att styra ekonomin.
  - Finanspolitisk inriktning: Storleken på underskottet eller överskottet
  - Skattepolitik: De skatter som används för att samla in statliga inkomster.
  - Statliga utgifter inom i stort sett alla myndighetsområden
- Penningpolitiken styr värdet på valuta genom att minska penningmängden för att kontrollera inflationen och höja den för att stimulera ekonomisk tillväxt. Den handlar om mängden pengar i omlopp och följaktligen räntor och inflation.
  - Räntor, om de fastställs av regeringen
  - Inkomstpolitik och prisreglering som syftar till att införa icke-monetära kontroller av inflationen
  - Reservkrav som påverkar penningmängdsmultiplikatorn

## Verktyg och mål
Politik inriktas generellt på att uppnå särskilda mål, som mål för inflation, arbetslöshet eller ekonomisk tillväxt. Ibland är andra mål, som militära utgifter eller nationalisering, viktiga.
Dessa kallas för policymål: de resultat som den ekonomiska politiken syftar till att uppnå.
För att uppnå dessa mål använder regeringar politiska verktyg som står under regeringens kontroll. Dessa inkluderar i allmänhet ränta och penningmängd, skatter och statliga utgifter, tullar, växelkurser, arbetsmarknadsregleringar och många andra aspekter av regeringen.

### Att välja verktyg och mål
Regeringen och centralbankerna är begränsade i hur många mål de kan uppnå på kort sikt. Till exempel kan det finnas press på regeringen att minska inflationen, minska arbetslösheten och sänka räntorna samtidigt som valutastabiliteten upprätthålls. Om alla dessa väljs som mål på kort sikt, är det sannolikt att politiken blir inkoherent, eftersom en normal konsekvens av att minska inflationen och upprätthålla valutastabilitet är ökande arbetslöshet och stigande räntor.

### Efterfrågesidan kontra utbudssidans verktyg
Detta dilemma kan delvis lösas genom att använda mikroekonomisk utbudspolitik för att anpassa marknaderna. Till exempel skulle arbetslösheten potentiellt kunna minskas genom att ändra lagar som rör fackföreningar eller arbetslöshetsförsäkring, såväl som genom makroekonomiska (efterfrågesidan) faktorer som räntor.

## Diskretionär policy kontra policyregler
Under stora delar av 1900-talet antog regeringar diskretionära åtgärder som efterfrågestyrning, utformade för att korrigera konjunkturcykeln. Dessa använde vanligtvis finans- och penningpolitik för att justera inflation, produktion och arbetslöshet.
Efter stagflationen på 1970-talet började dock beslutsfattare attraheras av policyregler.
En diskretionär politik stöds eftersom den gör det möjligt för beslutsfattare att reagera snabbt på händelser. Diskretionär politik kan dock vara föremål för dynamisk inkonsekvens: en regering kan säga att den avser att höja räntorna på obestämd tid för att få inflationen under kontroll, men sedan lätta på sin inställning senare. Detta gör politiken icke trovärdig och i slutändan ineffektiv.
En regelbaserad policy kan vara mer trovärdig eftersom den är mer transparent och lättare att förutse. Exempel på regelbaserad politik är fasta växelkurser, ränteregler, stabilitets- och tillväxtpakten och den gyllene regeln. Vissa policyregler kan införas av externa organ, till exempel växelkursmekanismen för valuta.
En kompromiss mellan strikt diskretionär och strikt regelbaserad politik är att ge ett oberoende organ diskretionär makt. Till exempel sätter The Federal Reserve, Europeiska centralbanken, Bank of England och Reserve Bank of Australia alla räntor utan statlig inblandning, men antar inga regler.
En annan typ av icke-diskretionär policy är en uppsättning policyer som införs av ett internationellt organ. Detta kan (till exempel) inträffa som ett resultat av interventioner från Internationella valutafonden.

## Ekonomisk politik genom historien
Det första ekonomiska problemet var hur man skulle få de resurser som behövdes för att kunna utföra en tidig regerings funktioner: militären, vägar och andra projekt som att bygga pyramiderna.
Tidiga regeringar förlitade sig i allmänhet på skatt in natura och tvångsarbete för sina ekonomiska resurser. Men med pengarnas utveckling kom det första politiska valet. En stat skulle kunna tjäna pengar genom att beskatta sina medborgare. Det skulle dock nu också kunna försämra myntvärdet och därmed öka penningmängden.
Tidiga civilisationer fattade också beslut om huruvida handel skulle tillåtas och hur den skulle beskattas. Vissa tidiga civilisationer, såsom Egypten, antog en sluten valutapolitik där utländska köpmän var tvungna att växla sina mynt mot lokala pengar. Detta införde i praktiken en mycket hög tull på utrikeshandeln.
I tidigmodern tid hade fler politiska val utvecklats. Det fördes en avsevärd debatt om merkantilism och andra restriktiva handelsmetoder som navigeringslagarna, eftersom handelspolitiken förknippades med både nationell rikedom och med utrikes- och kolonialpolitik.
Under hela 1800-talet blev monetära standarder en viktig fråga. Guld och silver fanns i utbudet i olika proportioner. Vilken metall som antogs påverkade olika samhällsgruppers rikedom.

### Den första finanspolitiken
I och med ackumuleringen av privat kapital under renässansen utvecklade stater metoder för att finansiera underskott utan att försämra sina mynt. Utvecklingen av kapitalmarknaderna innebar att en regering kunde låna pengar för att finansiera krig eller expansion samtidigt som den orsakade mindre ekonomiska svårigheter.
Detta var början på den moderna finanspolitiken.
Samma marknader gjorde det enkelt för privata enheter att skaffa obligationer eller sälja aktier för att finansiera privata initiativ.

### Konjunkturcykler
Konjunkturcykeln blev en dominerande fråga under 1800-talet, då det blev tydligt att industriproduktion, sysselsättning och vinst uppförde sig på ett cykliskt sätt. En av de första föreslagna politiska lösningarna på problemet kom med Keynes arbete, som föreslog att finanspolitiken kunde användas aktivt för att avvärja depressioner, recessioner och nedgångar. Den österrikiska skolan menar att centralbanker skapar konjunkturcykeln. Efter monetarismens dominans och det neoklassiska tänkandet som förespråkade att begränsa statens roll i ekonomin under andra hälften av 1900-talet, har den interventionistiska synen återigen dominerat den ekonomisk-politiska debatten som svar på finanskrisen 2007–2008,

### Evidensbaserad policy
En ny trend med ursprung inom medicinen är att rättfärdiga ekonomisk-politiska beslut med bästa tillgängliga bevis. Medan de tidigare tillvägagångssätten har fokuserat på makroekonomisk politik som syftar till att upprätthålla, främja ekonomisk utveckling och motverka recessioner, är EBP inriktad på alla typer av beslut som inte bara rör anticyklisk utveckling utan främst tillväxtfrämjande politik. För att samla bevis för sådana beslut genomför ekonomer randomiserade fältexperiment. Banerjee, Duflo och Kremer, Nobelpristagarna 2019, exemplifierar den gyllene typen av bevis. Emellertid är den betoning som lagts på experimentella bevis inom rörelsen för evidensbaserad policy (och evidensbaserad medicin) ett resultat av det snävt tolkade begreppet intervention, vilket endast omfattar policybeslut som rör policyutformning som syftar till att modifiera orsaker för att påverka effekter. I motsats till denna idealiserade syn på evidensbaserad policyrörelse är ekonomisk politik en bredare term som även inkluderar institutionella reformer och åtgärder som inte kräver att kausala påståenden är neutrala under interventioner. Sådana policybeslut kan grundas på mekanistiska bevis respektive korrelationsstudier (ekonometriska).